# Genesis (tàu vũ trụ)
Genesis là một tàu thăm dò mang về mẫu vật của NASA đã thu thập một mẫu các hạt gió Mặt Trời và đưa chúng trở lại Trái đất để phân tích. Đây là sứ mệnh mang về mẫu vật đầu tiên của NASA kể từ chương trình Apollo và là lần đầu tiên mang về vật liệu từ ngoài quỹ đạo của Mặt Trăng. Genesis được ra mắt vào ngày 8 tháng 8 năm 2001 và viên đạn chữa các mẫu vật hoàn trả đã hạ cánh xuống Utah vào ngày 8 tháng 9 năm 2004, sau khi một lỗ hổng thiết kế ngăn cản việc triển khai chiếc dù bay của nó. Vụ tai nạn làm ô nhiễm nhiều thiết bị thu gom mẫu vật. Mặc dù hầu hết đã bị hư hại, một số thiết bị thu gom mẫu đã được phục hồi thành công.
Nhóm khoa học Genesis đã chứng minh rằng một số ô nhiễm có thể được loại bỏ hoặc tránh và các hạt gió mặt trời có thể được phân tích bằng nhiều cách tiếp cận khác nhau, đạt được tất cả các mục tiêu khoa học chính của sứ mệnh này.

## Mục tiêu

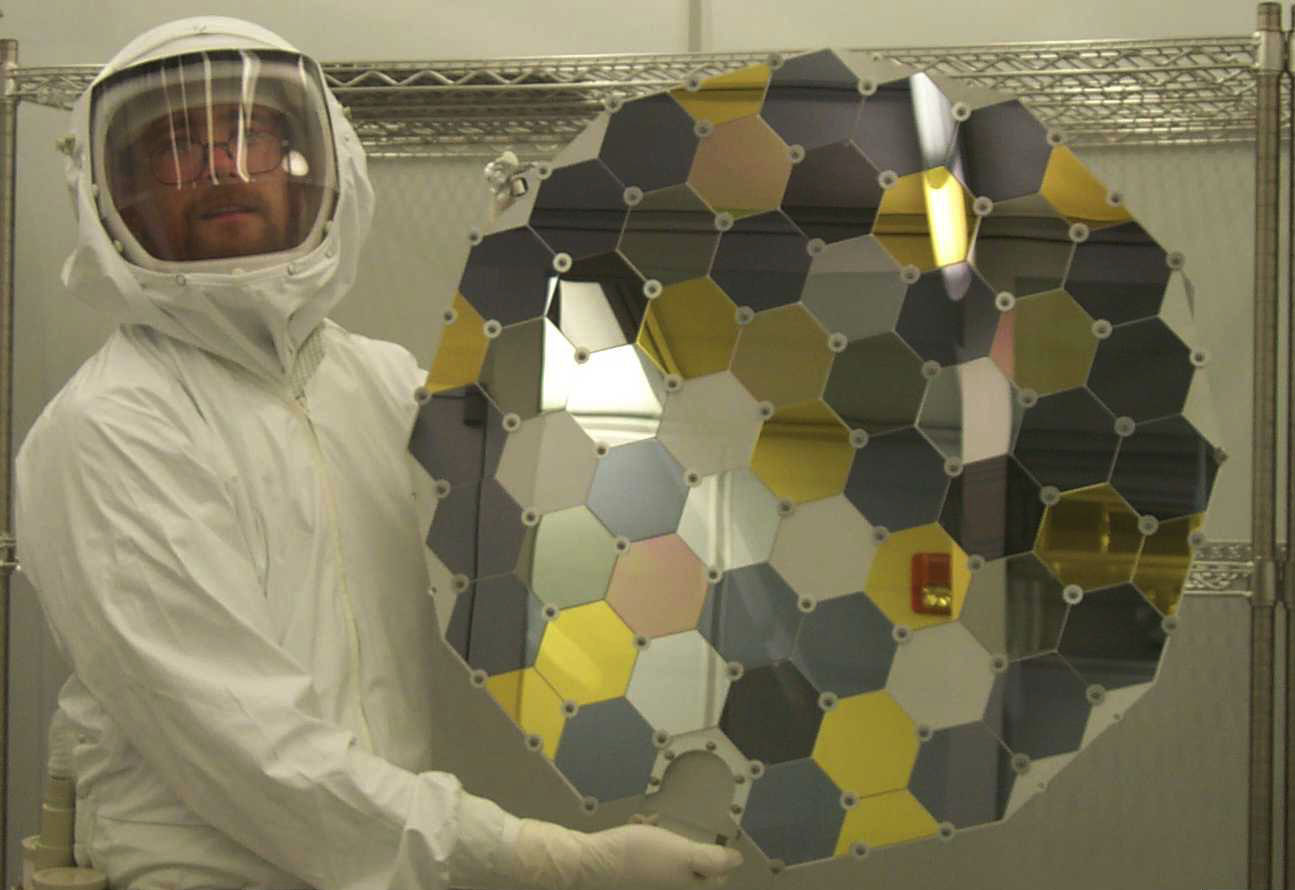
Một tập hợp mẫu vật Genesis trong phòng thí nghiệm sạch Genesis tại Trung tâm vũ trụ Johnson (ảnh do NASA cung cấp). Các hình lục giác bao gồm nhiều loại tấm bán dẫn siêu tinh khiết, bao gồm silicon, "sapphire" thương mại (ví dụ corundum), vàng trên sapphire, màng carbon giống kim cương, và các vật liệu khác.

Mục tiêu khoa học chính của nhiệm vụ là:
- Lấy được lượng ion đồng vị mặt trời chính xác trong gió mặt trời, vì về cơ bản không có dữ liệu nào có độ chính xác đủ để giải quyết các vấn đề khoa học hành tinh có sẵn;
- Lấy được sự phong phú của các nguyên tố mặt trời được cải thiện đáng kể theo hệ số 3-10 độ chính xác so với những gì có trong tài liệu;
- Cung cấp một kho chứa vật chất mặt trời cho khoa học thế kỷ 21 được lưu trữ tương tự như các mẫu vật Mặt Trăng.

Lưu ý rằng các mục tiêu khoa học của nhiệm vụ đề cập đến thành phần của Mặt Trời, không phải của gió mặt trời. Các nhà khoa học mong muốn một mẫu Mặt trời vì bằng chứng cho thấy lớp ngoài của Mặt trời bảo tồn thành phần của tinh vân mặt trời ban đầu. Do đó, việc biết thành phần nguyên tố và đồng vị của lớp ngoài của Mặt trời có hiệu quả tương tự như việc biết thành phần nguyên tố và đồng vị của tinh vân mặt trời. Dữ liệu có thể được sử dụng để mô hình hóa cách các hành tinh và các vật thể khác trong Hệ Mặt trời hình thành, sau đó mở rộng các kết quả đó để hiểu sự tiến hóa của sao và sự hình thành các hệ hành tinh ở nơi khác trong vũ trụ.